# Dugglebyhögen
Dugglebyhögen (engelska Duggleby Howe) är en gravhög från yngre stenåldern nära byn Duggleby i Yorkshire, Storbritannien.
Duggleby Howe är en av de största rundhögarna i Storbritannien. Wold Valley i Ryedaledistriktet i Yorkshire har ytterligare tre monument av samma typ vilka benämns Great barrows of East Yorkshire. Högen är daterad till senneolitikum baserat på fynden i högen. Inga C-14 dateringar finns.. Ortnamnet Howe har troligen ett ursprung i gammalnordiska ordet haugr. som betyder hög.
Monument är en hög med en diameter på 37 meter. Högen är troligen skadad i toppen som är avplanad. Toppens avplanade yta är 14 m i diameter. På denna yta fanns en stubbamölla av medeltida. Högen är 6-7 meter hög. Högens fyllnadsmaterial uppskattas till 5000 ton av jord, lera och kalk. Högen byggdes i flera etapper. Högen ligger i en cirkulär inhägnad ungefär 370 metrer i diameter. Den är skapad av avbrutna diken och öppen mot söder. Mot öster finns två ringdiken ett innanför och ett utanför inhägnaden. Dessa senare har daterats till bronsåldern  Denna inhägnad och dikena upptäcktes först 1979. Inhägnaden upptäcktes på flygfoton av D. N. Riley.
Högens fyllnadsmaterial uppskattas till 5000 ton av jord, lera och kalk. Högen byggdes i flera etapper

## Undersökningar
Högen har undersökts flera gånger. Första gången 1798 eller 1799 av kyrkoherden Christopher Sykes men det finns ingen redogörelse för denna grävning. Högen undersöktes sedan sommaren1890 av J.R. Mortimer med finansiellt stöd av   Sir Tatton Sykes. Utgrävningen varade i sex veckor och omfattade ungefär 100 m2 i mitten av gravhögen. 1983 återupptogs undersökningen av fyra arkeologer.
Den äldsta begravningen var 2.7 meter djup grop i vilken en man begravdes troligen i en träkista. Som gravgåva fanns ett krossat mellanneolitiskt så kallad  Towthorpe bowl, två flintkärnor och några flintspån. Denna första grav dateras nu till 3500 f.Kr. Över denna grav hittades en vuxen och ett barn och en skalle som hade ett rund skada som kan ha varit dödsorsaken. Ytterligare en vuxen begravdes överst i denna grav med hornklubba, en slipad flintyxa,
Lite mot öster fanns ytterligare en grav lite grundare med en vuxen med några tvärpilar, vildsvinsbetar och en benpryl. Det fanns ytterligare en begravd vuxen med en gravgåva av tunn slipad flinta bara 1,5 mm tjock
Omkring 2800-2700 f.Kr. täcktes gravarna av en lägre hög. I denna hög hittades kropparna av en vuxen, en ungdom och tre barn me också flera kremerade personer. Högen ökades på med kalksten med ännu fler kremerade ben. Totalt hittades 53 kremeringarmen eftersominte hela högen grävdes kan det ha varit många fler.  Högen täcktes med ett lerlager och däröver krossade kalkstenar till högen stora dimensioner. Högen återanvändes sedan slutligen under anglosaxisk tid vilket ben och skärvor i de yttre lagret visar.